# Hiyō (tàu sân bay Nhật)
Hiyō (tiếng Nhật: 飛鷹, Phi Ưng) là một tàu sân bay thuộc lớp Hiyō của Hải quân Đế quốc Nhật Bản, được đưa ra hoạt động trong Thế Chiến II và bị đánh chìm trong trận chiến biển Philippine. 

## Cấu trúc
Nó được đặt lườn bởi hãng Nippon Yusen Kaisha (Công ty Tàu thủy Thư tín Nhật Bản) như một tàu chở hành khách nhanh hạng sang Idzumo Maru, nhưng được Hải quân Nhật mua lại cùng với chiếc tàu chị em của nó Kashiwara Maru vào năm 1940 và được cải biến thành một tàu sân bay. Chiếc tàu chị em của nó cũng được cải biến thành tàu sân bay Junyō. Cầu tàu của nó được kiến trúc bên mạn phải, và ống khói của nó được đặt hơi nghiêng ra phía ngoài nhằm cải thiện tầm nhìn trên sàn đáp. 

## Lịch sử hoạt động
Hiyō tham gia mặt trận Thái Bình Dương trong Thế Chiến II, khởi đầu cuộc chiến với lực lượng không quân bao gồm 12 máy bay tiêm kích Mitsubishi A6M (Zero), 18 máy bay ném bom bổ nhào Aichi D3A và 18 máy bay ném ngư lôi Nakajima B5N. Vào tháng 11 năm 1942 nó hai lần bị hư hỏng do các cuộc không kích vào Truk; và vào tháng 4 năm 1943, một lần nữa nó bị hư hại nhẹ cũng do không kích tại Truk. 
Vào ngày 10 tháng 6 năm 1943, nó trúng phải hai đến bốn quả ngư lôi phóng từ tàu ngầm USS Trigger. Nó được tàu khu trục Isuku kéo về cảng Yokosuka để được sửa chữa. Sau khi hoàn tất việc sửa chữa, nó đảm trách việc vận chuyển máy bay đến Singapore, Saipan và Truk vào tháng 12 năm 1943. 
Trong trận chiến biển Philippine, Hiyō bị tấn công vào ngày 21 tháng 6 năm 1944 bởi bốn chiếc Grumman TBF Avenger cất cánh từ tàu sân bay hạng nhẹ USS Belleau Wood. Nó bị đánh trúng hai quả ngư lôi và chết đứng giữa biển trong khi các đám cháy lan rộng. Sau hai giờ, các vụ nổ xảy ra khiến nó chìm tại tọa độ 15°30′B 133°50′Đ / 15,5°B 133,833°Đ.

## Danh sách thuyền trưởng
- Akitomo Beppu (sĩ quan trang bị trưởng): 15 tháng 11 năm 1941 - 31 tháng 7 năm 1942
- Akitomo Beppu: 31 tháng 7 năm 1942 - 30 tháng 11 năm 1942
- Michio Sumikawa: 30 tháng 11 năm 1942 - 1 tháng 9 năm 1943
- Izumi Furukawa: 1 tháng 9 năm 1943 - 15 tháng 2 năm 1944
- Toshiyuki Yokoi: 16 tháng 2 năm 1944 - 20 tháng 6 năm 1944